# Cicerone
Cicerone (vjerojatno prema imenu Marka Tulija Cicerona) stari je izraz u engleskomu jeziku za vodiča koji posjetitelje i razgledatelje vodi u muzeje, galerije i druge izloge te objašnjava pitanja arheološkog, antikvarnog, povijesnog ili umjetničkog interesa.
Oxfordski rječnik engleskog jezika pronalazi zabilježenu upotrebu na engleskom ranije nego na talijanskom, a najstariji citat je iz dijaloga o medaljama Josepha Addisona (objavljen posthumno 1726.). Čini se da je riječ prvi puta uporabljena za naučene antikvare koji su strancima pokazivali i objašnjavali antikvitete te zanimljivosti područja (citat iz 1762. u Novom rječniku engleskog jezika).
The Cicerones, kratka priča Roberta Aickmana (prilagođena u kratki film 2002.), koristi ideju cicerona kao ljudi koji vode posjetitelje i razgledatelje kao metaforu u priči o čovjeku kojeg do njegove propasti vode razni likovi u katedrali.
U svojoj putopisnoj knjizi, William Lithgow (1632.) istaknuo je korisnost turističkih vodiča (cicerone): »Da budem kratak, vidio sam propalu kuću dostojnoga Cicerona, visoki Kapitol, palaču okrutnog Nerona, kipove Marka Aurelija, Aleksandra i njegovog konja Bucephalusa.« (Ι.16)